# ماکی تسوکادا
ماکی تسوکادا (انگلیسی: Maki Tsukada؛ زادهٔ ۱۹۸۲) جودوکار اهل ژاپن است.
وی در مسابقات کشوری و بین‌المللی در مجموع برندهٔ ۲ مدال طلا، ۵ مدال نقره، ۳ مدال برنز شده‌است.